# Austrian Football League
La Austrian Football League (AFL) (Liga Austriaca de Fútbol Americano en español) es la competición más importante de fútbol americano en Austria. El partido final se denomina Austrian Bowl, y su ganador se proclama campeón de la liga. Desde 2010 incluyó a un equipo de la República Checa, Prague Panthers. En 2016 se añadió el equipo Ljubljana Silverhawks de Eslovenia y en 2018 el Bratislava Monarchs de Eslovaquia.

## Equipos de la temporada 2025
- Tirol Raiders
- Vienna Vikings
- Graz Giants
- Danube Dragons
- Prague Black Panthers
- Salzburg Ducks

## Austrian Bowl
| Año/Bowl     | Campeón               | Subcampeón                 | Final |
| ------------ | --------------------- | -------------------------- | ----- |
| 1984/I       | Salzburg Lions        | Graz Giants                | 27-10 |
| 1986/II      | Graz Giants           | Vienna Vikings             | 31-6  |
| 1987/III     | Graz Giants           | Salzburg Lions             | 20-0  |
| 1988/IV      | Graz Giants           | Vienna Vikings             | 33-15 |
| 1989/V       | Salzburg Lions        | Graz Giants                | 34-0  |
| 1990/VI      | Graz Giants           | Klosterneuburg Mercenaries | 59-7  |
| 1991/VII     | Graz Giants           | Vienna Vikings             | 38-7  |
| 1992/VIII    | Graz Giants           | Schwarzenau Rangers        | 28-13 |
| 1993/IX      | Feldkirch Oscar Dinos | Salzburg Lions             | 45-10 |
| 1994/X       | Vienna Vikings        | Graz Giants                | 45-23 |
| 1995/XI      | Graz Giants           | Vienna Vikings             | 26-20 |
| 1996/XII     | Vienna Vikings        | Graz Giants                | 41-35 |
| 1997/XIII    | Graz Giants           | Klosterneuburg Mercenaries | 53-14 |
| 1998/XIV     | Graz Giants           | Vienna Vikings             | 43-3  |
| 1999/XV      | Vienna Vikings        | Graz Giants                | 37-35 |
| 2000/XVI     | Vienna Vikings        | Tirol Raiders              | 34-28 |
| 2001/XVII    | Vienna Vikings        | Tirol Raiders              | 24-14 |
| 2002/XVIII   | Vienna Vikings        | Graz Giants                | 52-21 |
| 2003/XIX     | Vienna Vikings        | Graz Giants                | 56-42 |
| 2004/XX      | Tirol Raiders         | Vienna Vikings             | 28-20 |
| 2005/XXI     | Vienna Vikings        | Tirol Raiders              | 43-14 |
| 2006/XXII    | Tirol Raiders         | Vienna Vikings             | 43-19 |
| 2007/XXIII   | Vienna Vikings        | Graz Giants                | 42-14 |
| 2008/XXIV    | Graz Giants           | Tirol Raiders              | 31-21 |
| 2009/XXV     | Vienna Vikings        | Graz Giants                | 22-19 |
| 2010/XXVI    | Danube Dragons        | Tirol Raiders              | 28-21 |
| 2011/XXVII   | Tirol Raiders         | Vienna Vikings             | 23-13 |
| 2012/XXVIII  | Vienna Vikings        | Tirol Raiders              | 48-34 |
| 2013/XXIX    | Vienna Vikings        | Tirol Raiders              | 48-31 |
| 2014/XXX     | Vienna Vikings        | Tirol Raiders              | 24-17 |
| 2015/XXXI    | Tirol Raiders         | Vienna Vikings             | 38-0  |
| 2016/XXXII   | Tirol Raiders         | Graz Giants                | 51-7  |
| 2017/XXXIII  | Vienna Vikings        | Tirol Raiders              | 45-26 |
| 2018/XXXIV   | Tirol Raiders         | Vienna Vikings             | 51-48 |
| 2019/XXXV    | Tirol Raiders         | Vienna Vikings             | 42-34 |
| 2020         | Vienna Vikings        | Graz Giants                | 3-0   |
| 2021/XXXVI   | Tirol Raiders         | Vienna Vikings             | 35-14 |
| 2022/XXXVII  | Danube Dragons        | Vienna Vikings             | 51-29 |
| 2023/XXXVIII | Danube Dragons        | Vienna Vikings             | 14-13 |
| 2024/XXXIX   | Prague Black Panthers | Vienna Vikings             | 20-14 |
| 2025/XL      | Vienna Vikings        | Danube Dragons             | 27-17 |

Notas
1. ↑  formato al mejor de 5 partidos.

## Títulos por club
| Equipo                | Títulos | Historial                                                                       |
| --------------------- | ------- | ------------------------------------------------------------------------------- |
| Vienna Vikings        | 16      | 1994-1996-1999-2000-2001-2002-2003-2005-2007-2009-2012-2013-2014-2017-2020-2025 |
| Graz Giants           | 10      | 1986-1987-1988-1990-1991-1992-1995-1997-1998-2008                               |
| Tirol Raiders         | 8       | 2004-2006-2011-2015-2016-2018-2019-2021                                         |
| Danube Dragons        | 3       | 2010-2022-2023                                                                  |
| Salzburg Lions        | 2       | 1984-1989                                                                       |
| Feldkirch Oscar Dinos | 1       | 1993                                                                            |
| Prague Black Panthers | 1       | 2024                                                                            |